# Chi Sim
Chi Sim (chinesisch 至善禪師 / 至善禅师, Pinyin Zhìshàn Chánshī, Jyutping Zi3sin6 Sim4si1, Yale Ji3-Sin6 Sim3-Si1 – „wörtl. Sehr gütiger Chan- / Zen-Meister“) war einer der legendären „Fünf Ältesten des Shaolins“ (少林五老,  Shàolín wǔ lǎo, Jyutping Siu3lam4 ng5 lou5), der zur Regierungszeit Qianlongs (1735–1796) gelebt haben soll. Die Namen dieser legendären „Fünf Ältesten des Shaolins“ waren Chi Sim 1 (Zhìshàn, 至善), Ng Mui 1 (Wǔméi, 五枚), Bak Mei 1 (Báiméi, 白眉), Fung Doudak 1 (Féng Dàodé, 馮道德 / 冯道德) und Miu Hin 1 (Miáoxiǎn, 苗顯 / 苗显).
Der Name Chi Sim wird heute nach der amtlichen Pinyin-Umschrift für Hochchinesisch mit Zhishan transkribiert. In älteren Publikationen wird der Name auch nach anderen regionale Aussprache der Schriftzeichen 至善 mit “Jee Sin” oder “Gee Seen” geschrieben. Der Name des Shaolin-Mönchs Chi Sim (至善和尚,  Zhìshàn Héshàng, Jyutping Zi3sin6 Wo4soeng6*2) kann mit „Höchste Tugend“ bzw. „Vollkommene Tugend“ übersetzt werden. Unter den direkt von Shaolin Chan-Zweig abstammenden Kungfu-Mönchen Koreas, den Sungbyong, ist Abt Chi Sim unter dem koreanischen Namen “Chi Sun” bekannt.
Chi Sim soll als Abt des Süd-Shaolin-Klosters (南少林寺) einer der fünf Personen („Fünf Ältesten des Shaolins“) gewesen sein, die die Zerstörung des Süd-Shaolin-Tempels durch die Truppen der Qing (1644–1912), Mitte des 17. Jahrhunderts, überlebt haben. Der Süd-Shaolin-Tempel soll in der Provinz Fujian in China lokalisiert gewesen sein. Chi Sim soll der letzte Abt des Süd-Shaolin-Klosters gewesen sein und somit Begründer und zugleich einer der letzten Vertreter diverser Stile der Mönchslinie von Süd-Shaolin, die mit ihm unterging. Die Kung-Fu-Stile des Abtes Chi Sim wurden von diesem Zeitpunkt an nur unter seinen fünf weltlichen Schüler unabhängig vom Chan-Buddhismus weitergegeben. Das heutige Nord-Shaolin-Kloster in der Provinz Henan beinhaltet keinerlei Süd-Shaolin-Stile mehr. Neben Wing Chun, das von der Abtissin Ng Mui stammt, zählen zu dieser Gruppe die Stile der Familien Hung – 洪, Choy – 蔡, Lee – 李, Mok – 莫 und Ng – 吳 / 吴. Die Begründer dieser fünf Kampfkunststile („Schulen“, „Familien“) waren allesamt weltliche Wushu-Schüler des Shaolin-Abtes Chi Sim. Gemäß der Geschichte des Wing Chun-Stils, niedergeschrieben von Großmeister Yip Man (Ip Man), tauchte der Shaolin-Abt Chi Sim nach der Zerstörung von Süd-Shaolin als Koch auf den damaligen “Roten Dschunken der kantonesischen Oper” (粵劇紅船 / 粤剧红船,  yuèjù hóngchuán, Jyutping jyut6kek6 hung4syun4) unter. Dort unterrichtete er Leung Yee Kwai, der später den Shaolin-Langstock mit den Doppelmesser von Wong Wah Bo, dem Großmeister des Wing Chun-Stils, tauschte, wodurch die Langstockform in das Wing-Chun-Kungfu kam.
Anmerkung